# Plectreurys globosa
Plectreurys globosa is een spinnensoort uit de familie Plectreuridae. De soort komt voor in Cuba.